# Those Gurlz
Those Gurlz é uma canção do rapper estadunidense Snoop Dogg, para seu nono álbum de estúdio Ego Trippin'. A canção foi escrita pelo próprio interprete, e produzido por Teddy Riley e DJ Quik, foi lançado em 22 de julho de 2008, como o quarto single do o álbum.

## Faixas
| Lado A |                              |         |  |
| N.º    | Título                       | Duração |  |
| 1.     | "Those Gurlz" (Versão limpa) | 4:00    |  |
| 2.     | "Those Gurlz" (Versão suja)  | 4:00    |  |
| 3.     | "Those Gurlz" (Instrumental) | 4:00    |  |

| Lado B |                              |         |  |
| N.º    | Título                       | Duração |  |
| 1.     | "Those Gurlz" (Versão limpa) | 4:00    |  |
| 2.     | "Those Gurlz" (Versão suja)  | 4:00    |  |
| 3.     | "Those Gurlz" (Instrumental) | 4:00    |  |

## Musica e vídeo
O vídeo foi lançado em 29 de julho de 2008 no programa 106 & Park do emissora de televisão americana BET, programa no qual premiou o vídeo como de melhor vídeo musical de 2008. Mais tarde em 7 de Agosto de 2008, o videoclipe foi disponibilizado no iTunes,

### Prêmios e indicações
| Ano  | Cerimônia        | Prêmio            | Resulto |
| ---- | ---------------- | ----------------- | ------- |
| 2008 | BET's 106 & Park | Melhor videoclipe | Venceu  |

## Desempenho nas paradas
| Paradas (2008)                               | Melhor posição |
| -------------------------------------------- | -------------- |
| Estados Unidos (Billboard R&B/Hip-Hop Songs) | 91             |